# Ernst Tomek
Ernst Heinrich Tomek (* 19. Oktober 1879 in Wien; † 10. September 1954 ebenda) war ein österreichischer Kirchenhistoriker.
Ernst Tomek war als Diözesanarchivar tätig. Er war Universitätsprofessor in Graz und ab 1919 in Wien. Dort war er 1924/25, 1932/33 und von 1938 bis 1945 Dekan der Katholisch-Theologischen Fakultät. 1933/34 war er Rektor der Universität Wien. Von 1945 bis 1949 war er Senator der Katholisch-Theologischen Fakultät.

## Schriften
- Das kirchliche Leben in Wien 1522–1740, 1914
- Geschichte der Diözese Seckau, 1917
- Die Pfarre Groß-St.-Florian an der Laßnitz in Steiermark, Styria, Graz und Wien 1921
- Spaziergänge durch Alt-Wien, 2 Bde., 1927/48
- Kirchengeschichte Österreichs, 3 Bände, 1935–59